# رابط جوهري
رابط جوهري Vinculum substantiale هو مصطلح اقترحه ليبتنز، واستعمله حصلاً في مراسلته مع آل بوس Bosses، للدل على المركب من حيث هو مركب، حيثما يوجد جسم عضوي، توليف في كثرة ظاهرة.

## المصدر
- رابط جوهري - موسوعة لالند الفلسفية، تعريب خليل أحمد خليل، دار عويدات